# 醉拳王無忌
《醉拳王無忌》是由香港亞洲電視製作的電視劇，於1984年1月首播。本劇是根據黃玉郎原著漫畫《醉拳》改編，開創香港電視台根據漫畫作品改編成電視劇的先河。隨後又開拍本劇之續集《醉拳王無忌之日帝月后》。吳剛因飾演男主角王無忌使其開始為人認識。

## 劇情介紹
大俠大刀王五为了救谭嗣同，遭练辟邪暗算，甚至全家除了儿子王无忌外被灭门，王无忌幸得王五好友醉乞相救，并授以武艺抚养成人，得機拜其兄醉仙為師學習武林絕藝『醉八仙』。
王無忌長大後行走江湖，邂逅毒仙女兒仙兒及醉娃，與劍仙之子小劍仙成為好友。为了報殺父之仇，决意盜慈禧墓中的父亲宝刀，與邪派人物發生衝突，被练辟邪打落山谷，意外发现绝世神功『九霄真經』，在仙儿帮助下，終練成絕世神功。而小剑仙意外发现自己原是练辟邪所生，加上练辟邪在盗慈禧宝藏时候救了他一命，再者他经不起练辟邪劝诱，渐渐堕入邪道。
练辟邪终练成九死邪功，企图称霸中原，篡位为帝，王无忌为了阻止着浩劫，决意跟他决一死战，并了断他们之间恩怨......

## 演員表
- 吳剛 飾 王無忌
- 李賽鳳 飾 柳仙兒
- 王龍威 飾 練辟邪
- 劉家勇 飾 雷剛/小劍仙
- 良鳴 飾 醉貓/醉仙
- 葉玉萍 飾 醉娃
- 湯錦棠 飾 龍僧
- 鄭恕峰 飾 虎將
- 凌文海 飾 金屍
- 羅樂林 飾 劍仙/雷劍飛
- 鄭雷 飾 魔仙
- 伍永森 飾 玄真道長/玉虛道長
- 譚榮傑 飾 青燈照
- 李力群 飾 白燈照
- 周南茜 飾 紫燈照
- 劉素芳 飾 紅燈照
- 尹建邦 飾 藍燈照
- 阮令濤 飾 錢先生
- 王冬婷 飾 李翠蓮
- 曹達華 飾 醉乞
- 劉一帆 飾 惡佛
- 雷望寧 飾 春花
- 陳彩燕 飾 秋月
- 苗金鳳 飾 姚姬
- 蔡國慶 飾 藥王
- 陳亮 飾 火尊者
- 陳植槐 飾 狂響
- 凌腓力 飾 天痴
- 關子標 飾 琴妖
- 朱德惠 飾 腦妖
- 曾健明 飾 崑崙三聖
- 高雄 飾 大刀王五（第一集客串）
- 梁天 飾 李蓮英 (回憶中出現)

## 軼事
電視台在起用吳剛飾演王無忌前，先後找了袁振洋及何家勁飾演此角色，最後二人因不同原因辭演，而吳剛原本安排演的角色最後由劉家勇頂上。另外醉仙原定由梁小龍飾演，但梁小龍辭演，最終由良鳴演飾。